# Dani Nolden
Dani Nolden (Santos, 26 de diciembre de 1982) es una cantante brasileña, reconocida por su trabajo con la banda de heavy metal Shadowside. Nacida en la ciudad de Santos, en el litoral de Sao Paulo, Dani comenzó a cantar a los 17 años, habiendo comenzado su carrera con Shadowside en 2001. Ha sido elegida en votación llevada a cabo por un sitio especializado en el tema durante tres años consecutivos como la mejor cantante de rock de Brasil.

## Discografía

### Con Shadowside
- 2007: Theatre of Shadows
- 2009: Dare to Dream
- 2011: Inner Monster Out